# Alipia
Alípia (llatí: Alypia) va ser una dama romana, filla de l'emperador romà d'Occident Procopi Antemi.
Alípia era filla de Procopi Antemi i de Màrcia Eufèmia, filla de l'emperador romà d'Orient Marcià. L'emperador Lleó I el Traci va nomenar emperador d'Occident Antemi l'any 467. Alípia, la seva única filla, es va casar amb Ricimer, magister militum d'Occident i veritable governant. L'objectiu del matrimoni era apropar Ricimer a la cort d'Orient i reforçar el vincle entre Antemi i el seu magister militum, que ja havia deposat tres emperadors, però aquest matrimoni, potser perquè no va tenir fills, no va apaivagar la situació crítica entre Antemi i Ricimer. L'abril del 472, Ricimer va nomenar emperador a Olibri. Antemi i la seva família es van fer forts a Roma, però a mitjans de juliol van haver de rendir-se, i Ricimer va decapitar Antemi. Es desconeix el destí posterior d'Alípia.
A la col·lecció numismàtica de Dumbarton Oak hi ha una moneda, un sòlid, on es representen Màrcia Eufèmia i Alípia, aquesta més petita que la seva mare com a signe de respecte. Les dues dones van vestides de la mateixa manera, amb les vestimentes típiques d'una augusta, així que és probable que Eufèmia i Alípia fossin nomenades augustes.